# Jef Geeraerts
Jozef Adriaan Anna Geeraerts, znany jako Jef Geeraerts (ur. 23 lutego 1930 w Antwerpii, zm. 11 maja 2015) – belgijski pisarz pochodzenia flamandzkiego, wojskowy i urzędnik kolonialny w Kongu Belgijskim.

## Życiorys

### Młodość
Jef Geeraerts urodził się 23 lutego 1930 w Antwerpii jako syn Fransa Geeraertsa (ur. 29 maja 1904) i Anny van der Heiden (ur. 15 listopada 1904). Jako dziecko bogatych rodziców otrzymał burżuazyjne wychowanie. Już w 1938 roku został przeniesiony ze szkoły gminnej do francuskojęzycznego college’u Najświętszej Maryi Panny (niderl. Onze-Lieve-Vrouwecollege), ponieważ pierwsza szkoła nie miała dobrej opinii. Drobnomieszczańskie środowisko rodzinne pełne hipokryzji i niezwykle surowe warunki w college’u uczyniły go zamkniętym i upartym chłopcem, który bardzo wcześnie usamodzielnił się, a jedyną swobodę znajdował u nastawionego przeciwko burżuazji dziadka Janusa. W lasach w Brecht rodzice Geeraertsa kupili w 1941 roku posiadłość. Ukształtowane tam zamiłowanie do przyrody i indywidualny sprzeciw wobec burżuazyjnego porządku społecznego stają się cechami, które będą mieć późniejszy wpływ na twórczość literacką.
Pierwsze lata II wojny światowej były dla Geeraertsów spokojnym okresem. W 1948 roku ukończył grecko-łacińską humanistyczną szkołę średnią prowadzoną przez jezuitów. Następnie poszedł do Wyższej Szkoły Kolonialnej (niderl. Koloniale Hogeschool) i otrzymał w 1952 roku licencjat w dziedzinie polityki i administracji. W tamtych latach miał romanse i prowadził rozwiązłe i swobodne życie, jak podaje dyrektor, który ożenił się wcześniej, ale bardziej skupiał się na rozpoczęciu kariery w Kongu Belgijskim. Zanim ją rozpoczął, odbył w latach 1952-1954 służbę wojskową jako oficer rezerwy w Niemczech Zachodnich. Ożenił się z J. Swaelen i miał z nią trójkę dzieci, które urodziły się w Kongu Belgijskim.

### Kariera pisarska
Geeraerts rozpoczął swoją literacką karierę na początku lat 60. XX wieku, spisując swoje doświadczenia w Kongu Belgijskim, gdzie w latach 50. XX wieku był w Bumba zatrudniony jako asystent zarządcy okręgu, a w 1959 i 1960 był szefem jednostki wojskowej, która zajmowała się walczącymi ze sobą o przetrwanie plemionami afrykańskimi. W tej roli często spotykał się z miejscową ludności i poznawał psychologię narodu kongijskiego. Zakończył przyjaźnie i odkrył czysty, nietknięty charakter i intensywne, dzikie, pierwotne życie. Odkrycia te będą później – po powrocie do cywilizacji zachodniej – doprowadzić do kryzysu świadomości i skłoniły go do terapeutycznego pisania.
W 1960 roku porucznik rezerwy Jozef Geeraerts został poważnie ranny podczas walk dwóch wrogo nastawionych do siebie plemion, Luba i Lulua. Podczas zamieszek, które doprowadziły do niepodległości Konga Belgijskiego ogłoszonej 30 czerwca 1960, wielu przedstawicieli ludności białej opuściło kraj. Kilka miesięcy później jego rodzina powróciła do Belgii. Przez dwa lata przeżywał problemy adaptacyjne, które doprowadziły do kryzysu małżeńskiego, i zastanawiał się nad miejscem człowieka w społeczeństwie zachodnim. Napisał wtedy pierwszą powieść, Heet water, która nigdy nie została wydana, a następnie Ik ben maar een neger.
Zmarł 11 maja 2015 na atak serca.

## Dzieła
- Ik ben maar een neger (1962, powieść)
- Schroot (1963, powieść)
- Zonder clan (1965, powieść)
- Het verhaal van Matsombo (1966, powieść)
- De troglodieten (1966, verhalen)
- De zeven doeken der schepping (1967, toneel)
- Gangreen 1. Black Venus (1968, powieść)
- Indian summer (1969, verhalen)
- Avondspelen (hoorspel, 1970)
- Concerto (1970, hoorspel)
- Tien brieven over liefde en dood (1971, verhalen)
- Avondspelen (TV-spel, 1971)
- Gangreen 2. De goede moordenaar (1972, powieść)
- De fotograaf (1972, powieść onder de schuilnaam Claus Trum)
- Ode aan Ignatius (1972, hoorspel)
- Verhalen (1973)
- Reizen met Jef Geeraerts (1974, reportages)
- Gangreen 3. Het teken van de hond (1975, powieść)
- Kongo en daarna (1975, verhalen)
- Dood in Bourgondië (1976, powieść)
- De heilige kruisvaart (1976, pamflet)
- Gangreen 4. Het zevende zegel (1977, powieść)
- Gedachten van een linkse bourgeois (1977, aforismen gebundeld door G. de Ley)
- De zaak Jespers (1978, reportage)
- Kodiak.58 (1979, powieść)
- De coltmoorden (1980, powieść)
- Laatste brief rondom liefde en dood (1980, brieven)
- Jagen (1981, powieść)
- Diamant (1982, powieść)
- Over gedichten vol liefde en verrukking (1982, essay)
- Drugs (1983, powieść)
- De trap (1984, powieść)
- Anovlar (uit „Verhalen”, 1973) (in „Vlaamse verhalen na 1965”, 1984)
- De zaak Alzheimer (1985, powieść)
- Marcellus (1985, brieven)
- Het Sigmaplan (1986, powieść)
- Romeinse suite (1987, powieść)
- Gesprekken (1987, interviews)
- Zand (1988, powieść)
- Schieten (1988, powieść)
- Het huis genaamd „Les Hêtres” (1989, verhalen)
- Sanpaku (1989, powieść)
- Double-face (1990, powieść)
- Z 17 (1991, powieść)
- Het Rashomon-complex (1992, powieść)
- Op avontuur met jef Geeraerts (1992, powieść)
- Achttien verhalen (1992)
- De Cu Chi case (1993, powieść)
- De nachtvogels (1994, powieść)
- Goud (1995, powieść)
- Brieven (1996, powieść)
- De PG (1998, powieść)
- De ambassadeur (2000, powieść)
- Dossier K (2002, powieść)
- Geld (2004, powieść)
- Cro-Magnon (2006, powieść)